# 보문사 (원주시)
보문사 (원주시)는 대한민국 원주시에 위치한 절이다 이곳에 있는 청석탑이 강원특별자치도 유형문화재로 지정되어 있다.

## 갤러리

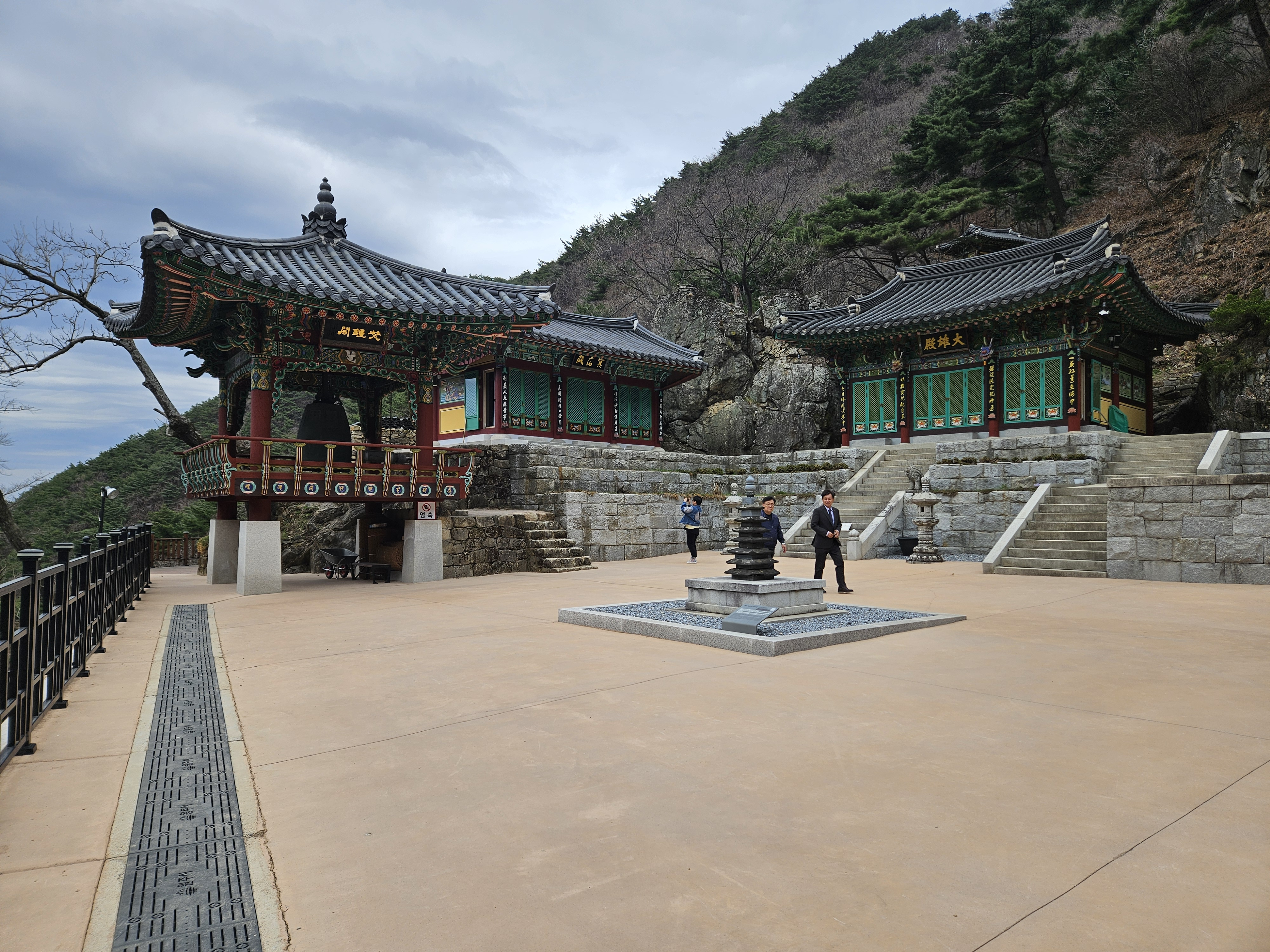
전경
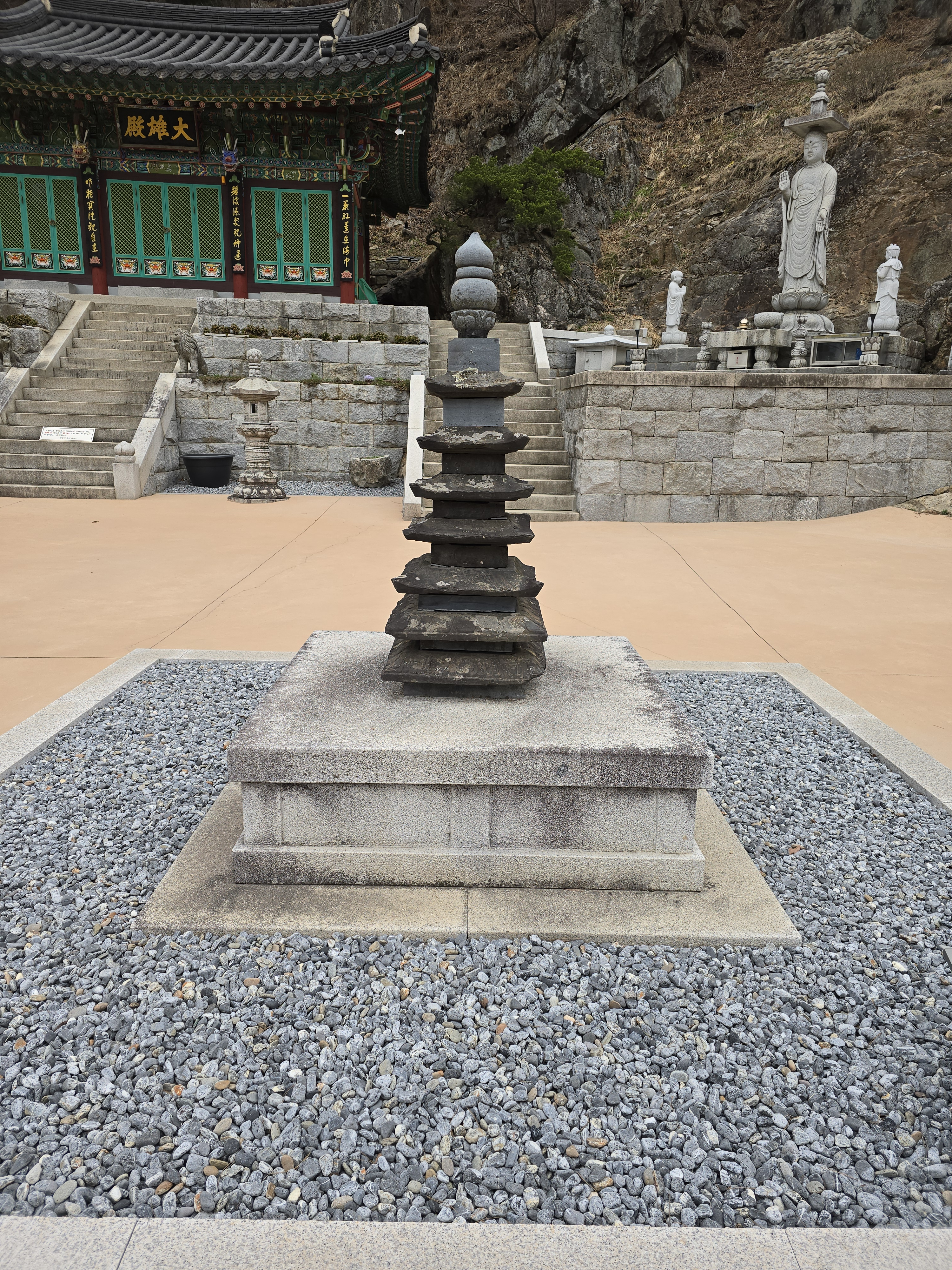
청석탑
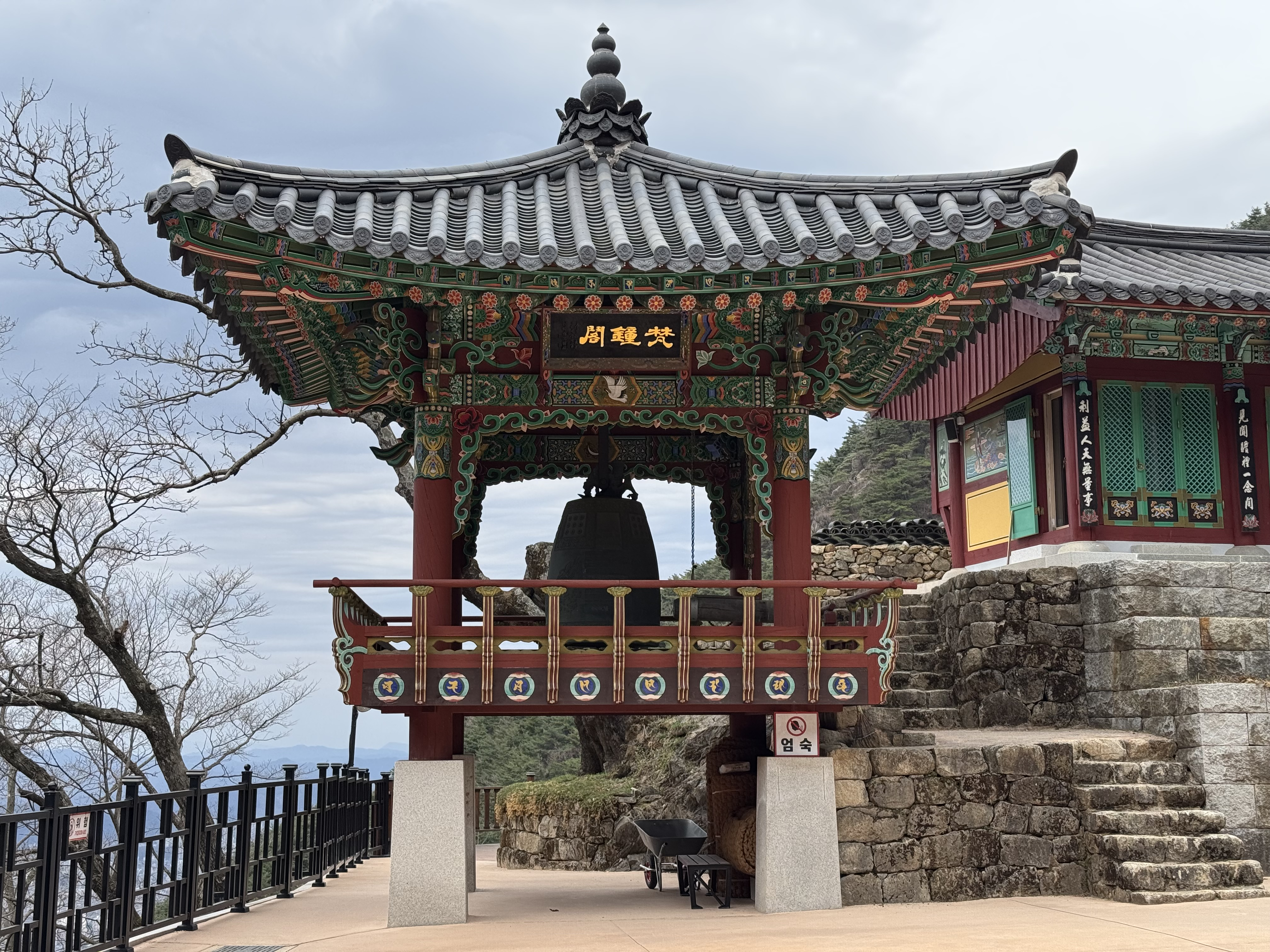
종각
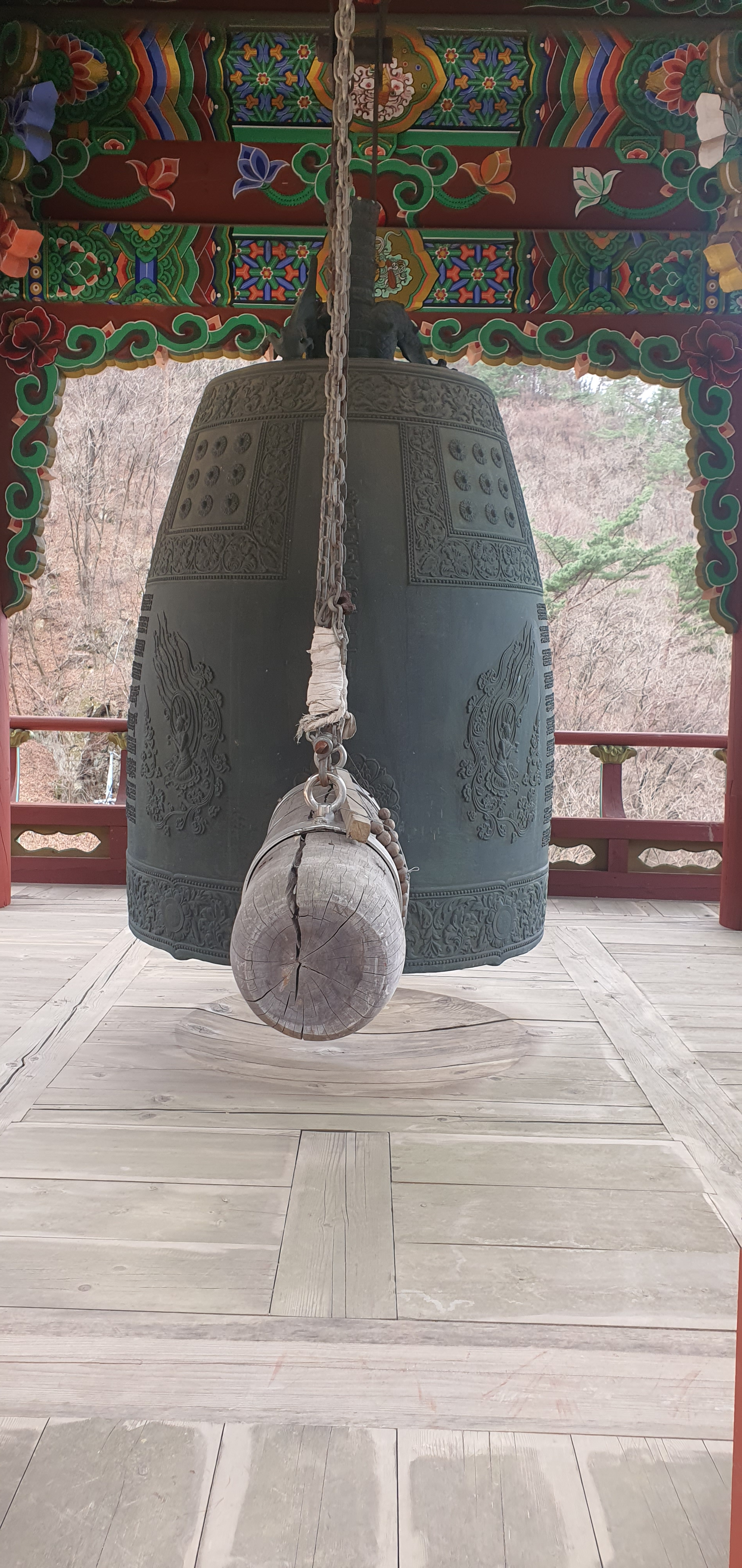
종각을 다른 각도에서 찍은 것
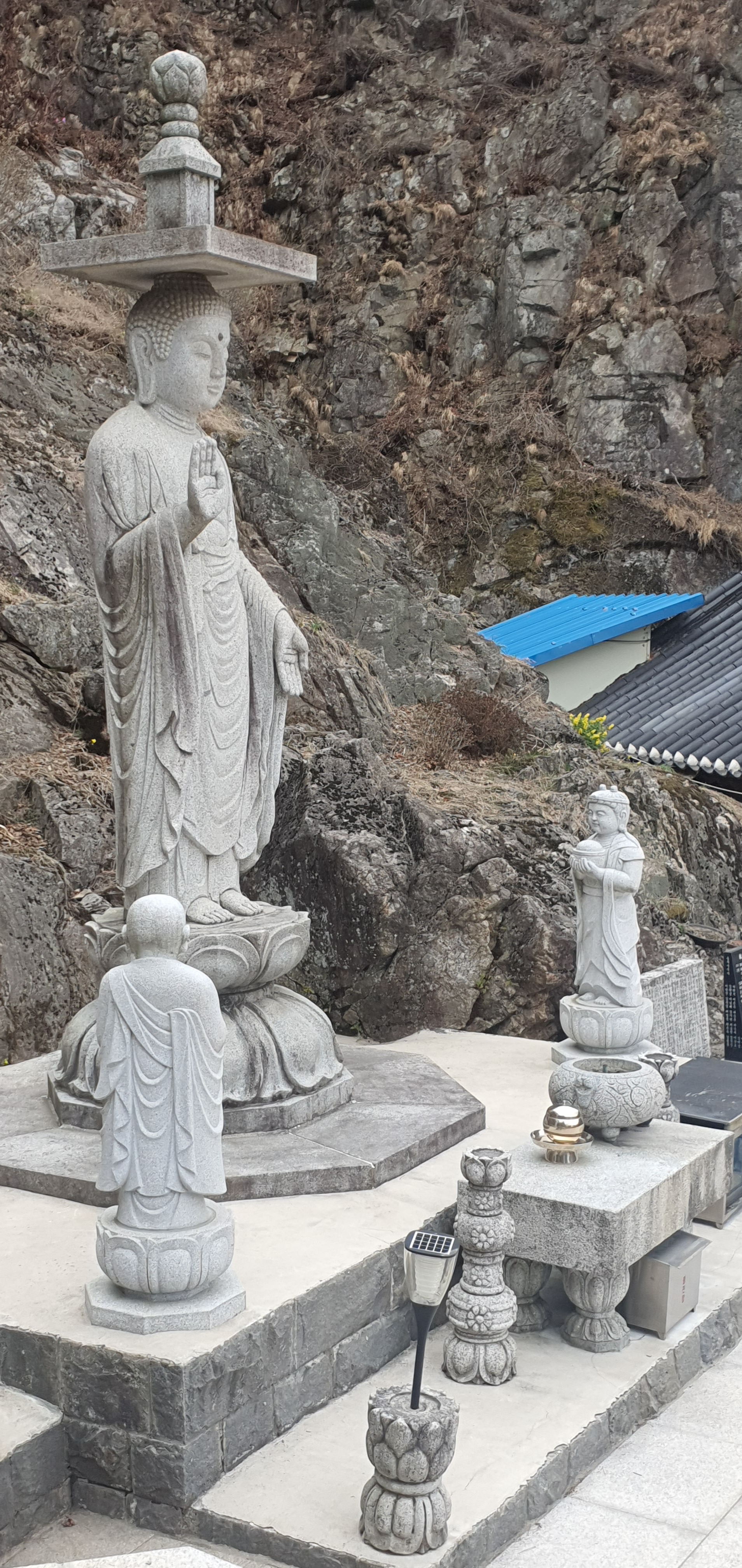
부처 입상
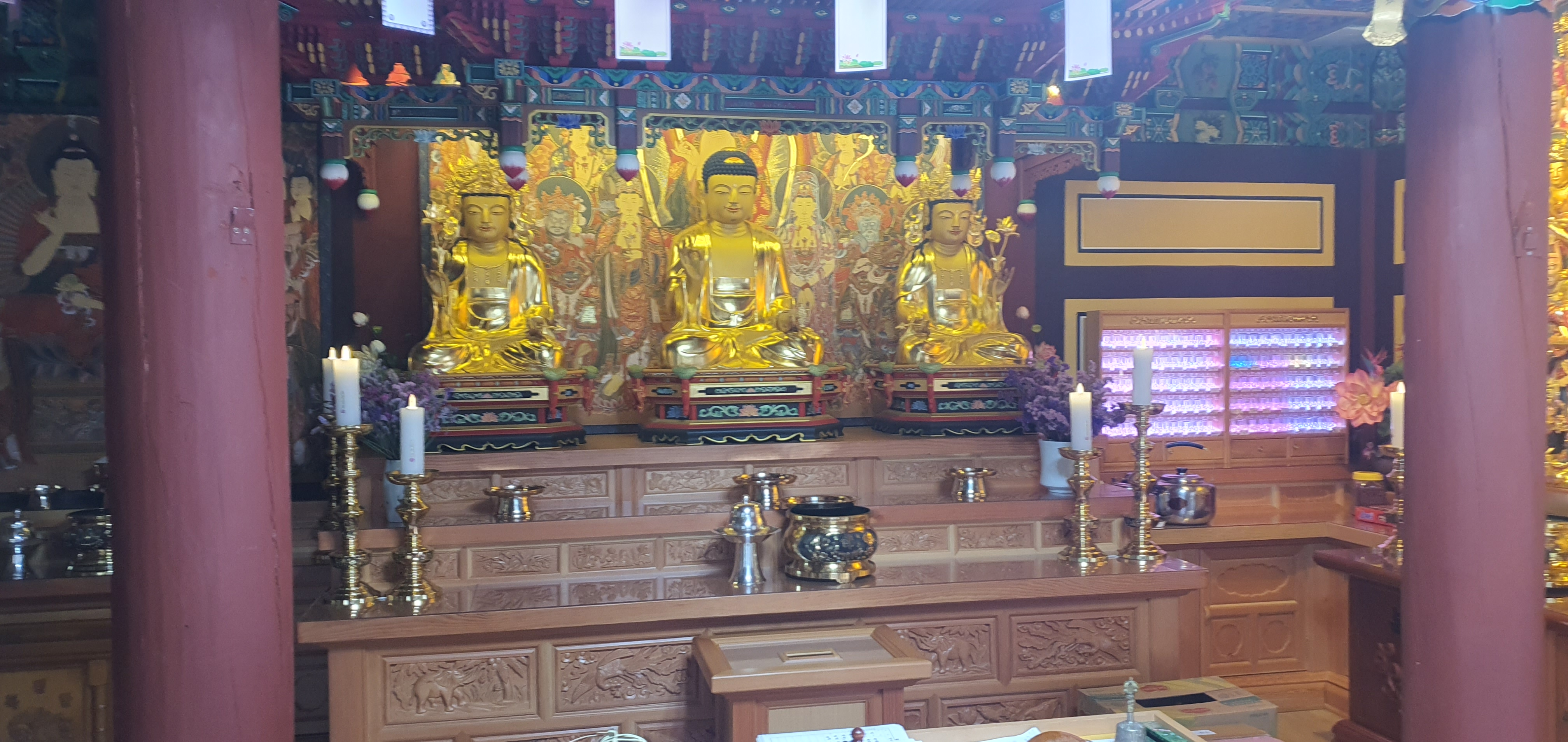
대웅전 내부
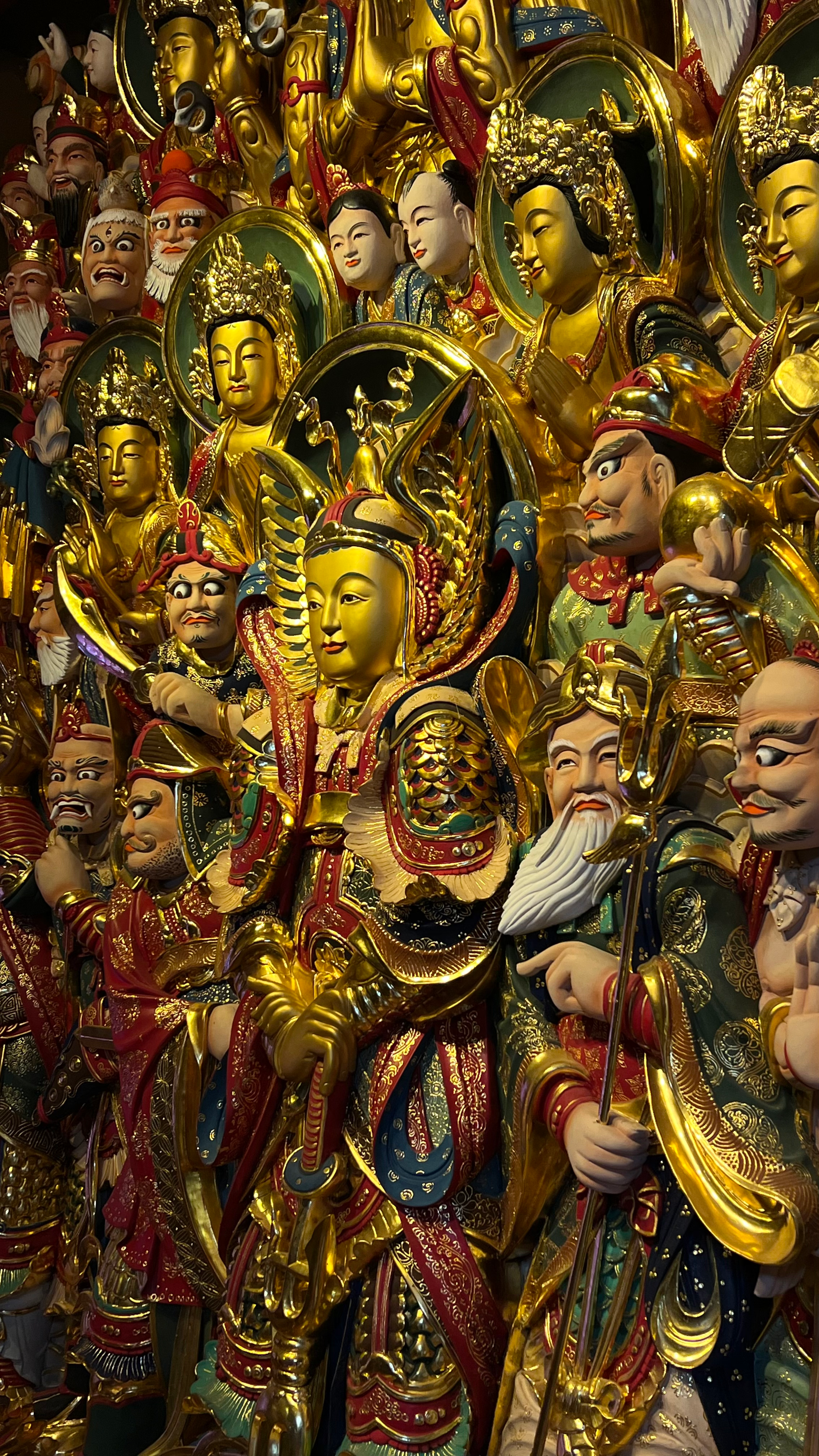
대웅전 나한 부조
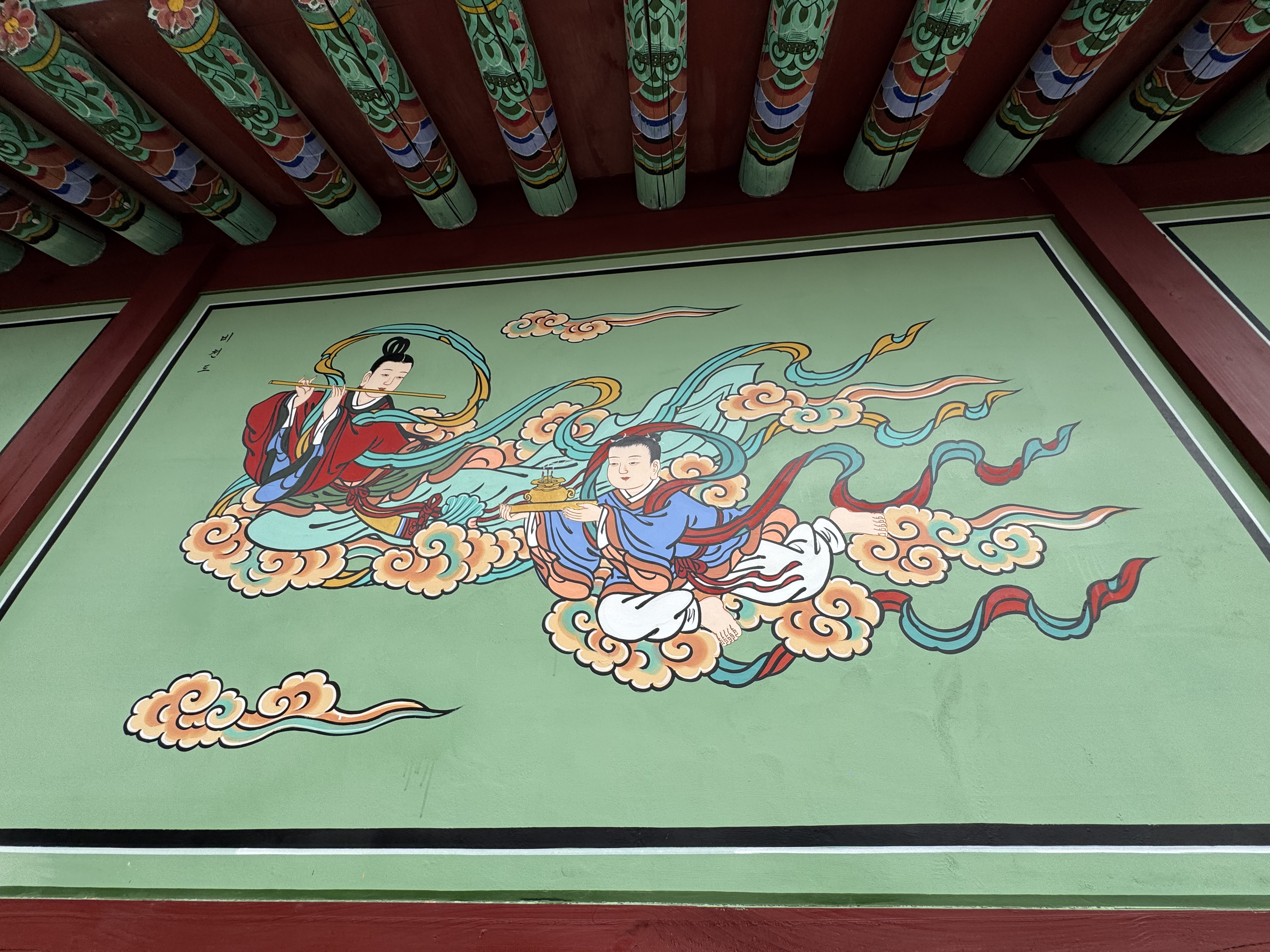
외벽 벽화